# Landkreis Nördlingen
Der Landkreis Nördlingen gehörte zum bayerischen Regierungsbezirk Schwaben. Vor dem Beginn der Gebietsreform in Bayern umfasste der Landkreis zu Beginn der 1970er Jahre 74 Gemeinden.

## Geographie

### Wichtige Orte
Die einwohnerstärksten Orte waren Oettingen, Wallerstein und Fremdingen. Die Stadt Nördlingen selbst gehörte – bis auf die Zeit zwischen 1940 und 1949 – als kreisfreie Stadt nicht zum Landkreis.

### Nachbarkreise
Der Landkreis grenzte 1972 im Uhrzeigersinn im Norden beginnend an die Landkreise Dinkelsbühl, Gunzenhausen, Donauwörth und Dillingen an der Donau (alle in Bayern) sowie an die Landkreise Heidenheim und Aalen (beide in Baden-Württemberg).
Die kreisfreie Stadt Nördlingen lag als Enklave im Landkreis.

## Geschichte

### Bezirksamt
Das bayerische Bezirksamt Nördlingen wurde im Jahr 1862 durch den Zusammenschluss der Landgerichte älterer Ordnung Nördlingen und Oettingen gebildet.

### Landkreis
Am 1. Januar 1939 wurde reichseinheitlich die Bezeichnung Landkreis eingeführt. So wurde aus dem Bezirksamt der Landkreis Nördlingen.
Am 1. April 1940 wurde die kreisfreie Stadt Nördlingen in den Landkreis Nördlingen eingegliedert. Dies wurde am 1. April 1949 wieder rückgängig gemacht.
Am 1. Juli 1972 wurde der Landkreis Nördlingen im Zuge der Gebietsreform in Bayern mit dem größten Teil des Landkreises Donauwörth zum neuen Landkreis Nördlingen-Donauwörth zusammengefasst. Dazu kamen noch die bis dahin kreisfreie Stadt Nördlingen, die südwestlichen Teile des aufgelösten Landkreises Neuburg an der Donau, die Gemeinde Tapfheim aus dem Landkreis Dillingen an der Donau und die Gemeinde Steinhart des aufgelösten Landkreises Gunzenhausen. Der Sitz des Landratsamtes befand sich zunächst in Nördlingen. Am 1. Mai 1973 erhielt der Landkreis die heutige Bezeichnung Landkreis Donau-Ries. Donauwörth wurde zur neuen Kreisstadt bestimmt.

## Einwohnerentwicklung
| Jahr | Einwohner | Quelle |
| ---- | --------- | ------ |
| 1864 | 31.953    | [ 7 ]  |
| 1885 | 32.287    | [ 8 ]  |
| 1900 | 30.787    | [ 9 ]  |
| 1910 | 30.925    | [ 9 ]  |
| 1925 | 30.794    | [ 10 ] |
| 1939 | 37.662    | [ 11 ] |
| 1950 | 42.612    | [ 12 ] |
| 1960 | 35.100    | [ 13 ] |
| 1971 | 36.000    | [ 14 ] |

## Gemeinden
Die Gemeinden des Landkreises Nördlingen vor der Gemeindereform in den 1970er Jahren. Die Gemeinden, die es heute noch gibt, sind fett geschrieben.

Landkreis Nördlingen, Gemeindegrenzenkarte von 1961

| frühere Gemeinde                          | heutige Gemeinde   | heutiger Landkreis   |
| ----------------------------------------- | ------------------ | -------------------- |
| Alerheim                                  | Alerheim           | Landkreis Donau-Ries |
| Amerbach                                  | Wemding            | Landkreis Donau-Ries |
| Amerdingen                                | Amerdingen         | Landkreis Donau-Ries |
| Appetshofen                               | Möttingen          | Landkreis Donau-Ries |
| Aufhausen                                 | Forheim            | Landkreis Donau-Ries |
| Auhausen                                  | Auhausen           | Landkreis Donau-Ries |
| Baldingen                                 | Nördlingen         | Landkreis Donau-Ries |
| Balgheim                                  | Möttingen          | Landkreis Donau-Ries |
| Belzheim                                  | Ehingen a.Ries     | Landkreis Donau-Ries |
| Birkhausen                                | Wallerstein        | Landkreis Donau-Ries |
| Bollstadt                                 | Amerdingen         | Landkreis Donau-Ries |
| Bühl im Ries                              | Alerheim           | Landkreis Donau-Ries |
| Christgarten                              | Ederheim           | Landkreis Donau-Ries |
| Deiningen                                 | Deiningen          | Landkreis Donau-Ries |
| Dornstadt                                 | Auhausen           | Landkreis Donau-Ries |
| Dürrenzimmern                             | Nördlingen         | Landkreis Donau-Ries |
| Ederheim                                  | Ederheim           | Landkreis Donau-Ries |
| Ehingen a.Ries                            | Ehingen a.Ries     | Landkreis Donau-Ries |
| Ehringen                                  | Wallerstein        | Landkreis Donau-Ries |
| Enkingen                                  | Möttingen          | Landkreis Donau-Ries |
| Erlbach                                   | Oettingen i.Bay.   | Landkreis Donau-Ries |
| Fessenheim                                | Wechingen          | Landkreis Donau-Ries |
| Forheim                                   | Forheim            | Landkreis Donau-Ries |
| Fremdingen                                | Fremdingen         | Landkreis Donau-Ries |
| Grosselfingen                             | Nördlingen         | Landkreis Donau-Ries |
| Großsorheim                               | Harburg (Schwaben) | Landkreis Donau-Ries |
| Hainsfarth                                | Hainsfarth         | Landkreis Donau-Ries |
| Hausen                                    | Fremdingen         | Landkreis Donau-Ries |
| Herblingen                                | Fremdingen         | Landkreis Donau-Ries |
| Herkheim                                  | Nördlingen         | Landkreis Donau-Ries |
| Heroldingen                               | Harburg (Schwaben) | Landkreis Donau-Ries |
| Heuberg                                   | Oettingen i.Bay.   | Landkreis Donau-Ries |
| Hochaltingen                              | Fremdingen         | Landkreis Donau-Ries |
| Hohenaltheim                              | Hohenaltheim       | Landkreis Donau-Ries |
| Holheim                                   | Nördlingen         | Landkreis Donau-Ries |
| Holzkirchen                               | Wechingen          | Landkreis Donau-Ries |
| Hoppingen                                 | Harburg (Schwaben) | Landkreis Donau-Ries |
| Hürnheim                                  | Ederheim           | Landkreis Donau-Ries |
| Kleinerdlingen                            | Nördlingen         | Landkreis Donau-Ries |
| Kleinsorheim                              | Möttingen          | Landkreis Donau-Ries |
| Laub                                      | Munningen          | Landkreis Donau-Ries |
| Lehmingen                                 | Oettingen i.Bay.   | Landkreis Donau-Ries |
| Lochenbach                                | Auhausen           | Landkreis Donau-Ries |
| Löpsingen                                 | Nördlingen         | Landkreis Donau-Ries |
| Maihingen                                 | Maihingen          | Landkreis Donau-Ries |
| Marktoffingen                             | Marktoffingen      | Landkreis Donau-Ries |
| Megesheim                                 | Megesheim          | Landkreis Donau-Ries |
| Merzingen                                 | Mönchsdeggingen    | Landkreis Donau-Ries |
| Minderoffingen                            | Marktoffingen      | Landkreis Donau-Ries |
| Mönchsdeggingen (hieß bis 1930 Deggingen) | Mönchsdeggingen    | Landkreis Donau-Ries |
| Möttingen                                 | Möttingen          | Landkreis Donau-Ries |
| Munningen                                 | Munningen          | Landkreis Donau-Ries |
| Munzingen                                 | Wallerstein        | Landkreis Donau-Ries |
| Nähermemmingen                            | Nördlingen         | Landkreis Donau-Ries |
| Niederaltheim                             | Hohenaltheim       | Landkreis Donau-Ries |
| Niederhofen                               | Oettingen i.Bay.   | Landkreis Donau-Ries |
| Nittingen                                 | Oettingen i.Bay.   | Landkreis Donau-Ries |
| Oettingen i.Bay. (Stadt)                  | Oettingen i.Bay.   | Landkreis Donau-Ries |
| Pfäfflingen                               | Nördlingen         | Landkreis Donau-Ries |
| Reimlingen                                | Reimlingen         | Landkreis Donau-Ries |
| Rohrbach                                  | Mönchsdeggingen    | Landkreis Donau-Ries |
| Rudelstetten                              | Alerheim           | Landkreis Donau-Ries |
| Schaffhausen                              | Mönchsdeggingen    | Landkreis Donau-Ries |
| Schmähingen                               | Nördlingen         | Landkreis Donau-Ries |
| Schopflohe                                | Fremdingen         | Landkreis Donau-Ries |
| Schrattenhofen                            | Harburg (Schwaben) | Landkreis Donau-Ries |
| Schwörsheim                               | Munningen          | Landkreis Donau-Ries |
| Seglohe                                   | Fremdingen         | Landkreis Donau-Ries |
| Untermagerbein                            | Mönchsdeggingen    | Landkreis Donau-Ries |
| Utzwingen                                 | Maihingen          | Landkreis Donau-Ries |
| Wallerstein (Markt)                       | Wallerstein        | Landkreis Donau-Ries |
| Wechingen                                 | Wechingen          | Landkreis Donau-Ries |
| Wörnitzostheim                            | Alerheim           | Landkreis Donau-Ries |
| Ziswingen                                 | Mönchsdeggingen    | Landkreis Donau-Ries |

## Bezirksamtmänner und Landräte
- 1869–1873: Gustav von Künßberg

…
- 1921–1934: Wunibald Löhe
- 1942–1945: Günther Einhauser
- 1945–1946: Richard Stahl
- 1946–1952: Heinrich Vogt (CSU)
- 1952–1970: Gerhard Müller (SPD)
- 1970–1972: Eberhardt Schmidt (CSU)

## Kfz-Kennzeichen
Am 1. Juli 1956 wurde dem Landkreis bei der Einführung der bis heute gültigen Kfz-Kennzeichen das Unterscheidungszeichen NÖ zugewiesen. Es wurde bis zum 3. August 1974 ausgegeben. Seit dem 10. Juli 2013 ist es aufgrund der Kennzeichenliberalisierung wieder im Landkreis Donau-Ries erhältlich.